# ミラージュランド
ミラージュランドは、富山県魚津市三ケにある遊園地である。魚津総合公園の中の施設のひとつで、富山県内では唯一の遊園地である。1982年4月20日にオープン。1996年度に初めて夜間営業が実施され、指定管理者へ移行となった2006年の夏からは、個人や団体への園内夜間貸切も行っている。入場は2002年までは有料であったが、2003年以降は無料である。隣接の施設として魚津水族館がある。

## 営業日・時間
毎週水曜日は休園日（水曜日が祝日の場合は翌日が休園日となる）。ゴールデンウィーク期間やプール営業期間は水曜日も無休で営業している。営業期間は毎年3月の中旬 - 11月末までとなり、その他は冬期間休園となっている。
営業時間は10時 - 16時30分まで（特定日は延長営業を行っている）。
※アトラクションの運転は16時まで

## 施設・遊具
遊具はバッテリーカーを除きチケット払いで、各アトラクションに枚数設定がありチケット料金は1枚150円、11枚綴り1,500円、22枚綴り2,800円、33枚綴り4,000円、44枚綴り5,000円（全て税込み）となる。なお、3歳未満はバッテリーカーを除き無料。
ジャイアントホイール
チケット4枚。最大高さ66ｍの観覧車で、完成当時は全国でも十指に入る規模であった。6人乗りのゴンドラ（40個）が約15分かけて1周する。愛知県名古屋市で開かれた世界デザイン博覧会の展示機種を買い取り、1991年4月20日に完成。2006年6月25日に富山市ファミリーパークの観覧車が営業休止（後に撤去）してから2015年7月16日に三井アウトレットパーク北陸小矢部（富山県小矢部市）の「NANAIRO WHEEL（ナナイロホイール）」が設置されるまでは富山県内唯一の観覧車であった。熱中症対策としてゴンドラ内の熱中症指数が31以上になると運行を休止する。2019年4月27日から、ラッピングを施した「ミラクルゴンドラ」が3台運用されている。
2020年3月からは、蜃気楼の予測の一環として、市内にある魚津埋没林博物館との協力により観覧車塔体に温度計を設置している。
2024年にゴンドラを40台中39台を赤に統一（残り1台のみ金色）して塗装し直し、老朽化した部材を交換するなどの改修を実施、同年4月20日に運行を再開した。
バズーカ
チケット2枚。2021年7月22日オープン。
恐怖の館
チケット5枚。2018年4月28日オープン。
立体迷路 ミラメイズ
チケット4枚。5階層からなる木製立体迷路。2014年3月オープン。
バイキング
チケット4枚。2020年3月20日オープン　運転中のBGMはほくりくアイドル部が歌うオリジナルソング「ココロトリコ」。
アラビアンメリー
チケット3枚。2020年3月20日オープン
メリーゴーランド
チケット3枚。イタリアベルタゾン社製2階建てのメリーゴーランド。1996年春導入。
ウォーターシューター
チケット3枚。　水鉄砲で的を狙う周回型遊具。2016年春に登場
氷の館アラスカランド
チケット3枚。
フロッグホッパー
チケット3枚。2023年4月22日新設。
ミラージュトレイン
チケット2枚。開園当初から存在していた「ベンケイ号」→「おとぎ列車」から車両が更新され「ミラージュトレイン」に改称された。
パラトルーパー
チケット2枚。
ティーカップ
チケット2枚。
サイクルモノレール
チケット2枚。2022年時点で開園時より存在している唯一の遊具。
ミニバイキング
チケット2枚。2023年4月22日新設
バッテリーカー
一回につき200円で利用。
海水プール（ミラージュプール）
施設沿いにある富山湾（沖合約180m・水深10ｍ）からプールの水（海水）を引き込んでいる。「流水プール」や、長さ34mの「3連スライダー」 （1つは監視員が見張りとして使うため実際に使えるのは2連）などが有名である。1983年8月に完成。営業時間は10:00 - 16:00（「3連スライダー」は15:45まで）。
過去にはオフシーズンの5月と10月に、釣り堀として使用されていたこともある。放されている魚は、ニジマスやヤマメやイワナなど。また、魚の掴み取り大会が開催されたこともあるが現在は行われていない。
休憩所『しおかぜ』
休憩所には併設の軽食売店「珍遊来」、「サンタモニカ」の2店がある。
冒険広場　ミラたんと蜃気楼の塔（無料複合遊具）
魚津市のイメージキャラクター（ゆるキャラ）の「ミラたん」をモチーフとした無料のアスレチック広場。高さ2mの人工山の山頂に設置されている。
ふわふわドーム（無料遊具）
2023年3月18日に新設。
バーベキュー広場
2005年4月29日オープン。
このほか、芝生広場、三日月池、ふれあい牧場フロンティア、テニスコート、ミラージュハウス…などの施設がある。

### かつて存在した遊具
ワンダーホイール（初代観覧車）
開園当初に設置されていた観覧車で、最上部の高さ25mで、ゴンドラの数は12台で、5分で1回転する。ジャイアントホイールに交代する形で廃止。
エアーファイター
1996年春設置。
スーパーレオ
サイクル列車（サイクル電車）
開園当初の遊具　
ミニコースター
それいけ!アンパンマン・ハッピースカイ
チケット2枚。キャラクターにアンパンマンを用いていた。
クラシック飛行機
開園当初の遊具
エイリアンアドベンチャー
ダンボ君
アニメのれるランド
乗物コーナー
タイムマシン
冒険広場Mystic Plant
子リスのジャンプ
開園当初の遊具
チェーンタワー
開園当初の遊具
ミラたんふあふあ
チケット3枚。　魚津市のイメージキャラクター（ゆるキャラ）「ミラたん」の巨大ふあふあ。
3Dアドベンチャーシアター
チケット3枚。
ゲームセンター
開園当初の施設。

## 交通アクセス
鉄道
- 富山地方鉄道西魚津駅より徒歩（約15分）
- 富山地方鉄道電鉄魚津駅よりタクシー（約7分）
- あいの風とやま鉄道線 魚津駅よりタクシー（約10分）

バス
- 魚津市民バス西回りまたは東回りに乗車「水族館口」バス停より徒歩（約3分）

道路
- 北陸自動車道魚津ICから車（約10分）
- 北陸自動車道滑川ICから車（約10分）

## 映画撮影
映画のロケ地として使用されたこともある。
- 2005年、韓国映画『八月のクリスマス』のリメイクとして制作された、日本映画『8月のクリスマス』[2]（2005年9月23日公開）に登場している。映画の主な舞台は高岡市。
- 2006年、魚喃キリコの漫画作品『strawberry shortcakes』（祥伝社）の映画作品『ストロベリーショートケイクス』[2]（2006年9月13日公開）の舞台となった。映画自体は、R15でミニシアター向きの作品のためか、富山県下では2007年に富山市のフォルツァ総曲輪のシネマホールのみの上映に止まっている。

## アニメーション
アニメーションのモデルとなった事例。
- 2012年、コミック『Another』の0巻（角川書店刊）同梱のOVAに登場した遊園地のモデルになっている。同アニメには一部大川寺遊園にあったと思われる遊具も登場する。

## その他
開園当時は鴨川シーワールドの協力で、入場ゲート横の観覧席付きプールでイルカやクジラのショーが行われていた。